# Perilampus canadensis
Perilampus canadensis is een vliesvleugelig insect uit de familie Perilampidae. De wetenschappelijke naam is voor het eerst geldig gepubliceerd in 1914 door Crawford.